# Puigpinós
Puigpinós és una masia situada al poble de Timoneda, al municipi de Lladurs, comarca del Solsonès, documentada des de l'any 1168.